# Lewis (Wisconsin)
Lewis es un lugar designado por el censo ubicado en el condado de Polk en el estado estadounidense de Wisconsin. En el Censo de 2010 tenía una población de 164 habitantes y una densidad poblacional de 43,37 personas por km².

## Geografía
Lewis se encuentra ubicado en las coordenadas 45°43′19″N 92°23′32″O / 45.72194, -92.39222. Según la Oficina del Censo de los Estados Unidos, Lewis tiene una superficie total de 3.78 km², de la cual 3.77 km² corresponden a tierra firme y (0.41%) 0.02 km² es agua.

## Demografía
Según el censo de 2010, había 164 personas residiendo en Lewis. La densidad de población era de 43,37 hab./km². De los 164 habitantes, Lewis estaba compuesto por el 93.29% blancos, el 0.61% eran afroamericanos, el 1.22% eran amerindios, el 0.61% eran asiáticos, el 0% eran isleños del Pacífico, el 0% eran de otras razas y el 4.27% pertenecían a dos o más razas. Del total de la población el 3.05% eran hispanos o latinos de cualquier raza.